# Kutb al-Din Hasan ibn Muhàmmad
Kutb al-Din Hasan ibn Muhammad fou un sobirà xansabànida de Ghur, probablement amb títol d'amir. Era fill de Muhammad ibn Abbas Xansabani al que va succeir quan va morir en data desconeguda però probablement vers el 1080.
Fou el primer amir que se sàpiga que va utilitzar un lakab o títol honorífic. Durant el seu govern els shansabànides van entrar en guerra amb altres caps locals del país de Ghur o propers. L'historiador al-Djuzdjani diu que els enfrontaments no van parar en tot aquest període i encara van seguir en el regnat posterior. Els territoris sotmesos es tornaven a revoltar i la lluita s'eternitzava. Durant la repressió d'una revolta al Wadjiristan, a l'oest de Gazni, Kutb al-Din va morir en combat i el va succeir el seu fill Izz al-Din Husayn Shansabani (1100-1146).